# سافتبال در المپیک تابستانی ۲۰۰۴
سافتبال در بازی‌های المپیک تابستانی ۲۰۰۴ نام رویداد ورزش سافتبال در بازی‌های المپیک تابستانی بود که در سال ۲۰۰۴ برگزار شد. این مسابقات از ۱۴ تا ۲۳ اوت برگزار شد.

## مدال‌آوران
| طلا | نقره | برنز |
| ایالات متحده آمریکا (USA) · لی اوبراین · لورا برگ · کریستل بوستوس · لیزا فرناندز · جنی فینچ · تایرا فلاورز · آماند فرید · لوری هاریگن · لاوین یونگ · کلی کرچمن · جسیکا مندوزا · استیسی نومن-دنیز · کت اوسترمن · جنی تاپینگ · ناتاشا واتلی | استرالیا (AUS) · Sandra Allen · Marissa Carpadios · Fiona Crawford · Amanda Doman · Peta Edebone · Tanya Harding · Natalie Hodgskin · Simmone Morrow · Tracey Mosley · Stacey Porter · Melanie Roche · Natalie Titcume · Natalie Ward · Brooke Wilkins · Kerry Wyborn | ژاپن (JPN) · امی اینوی · Kazue Ito · Yumi Iwabuchi · ماسومی میشینا · Emi Naito · Haruka Saito · هیروکو ساکای · Naoko Sakamoto · ری ساتو · Yuki Sato · Juri Takayama · یوکیکو یونو · Reika Utsugi · اری یامادا · Noriko Yamaji |